# Szapphó

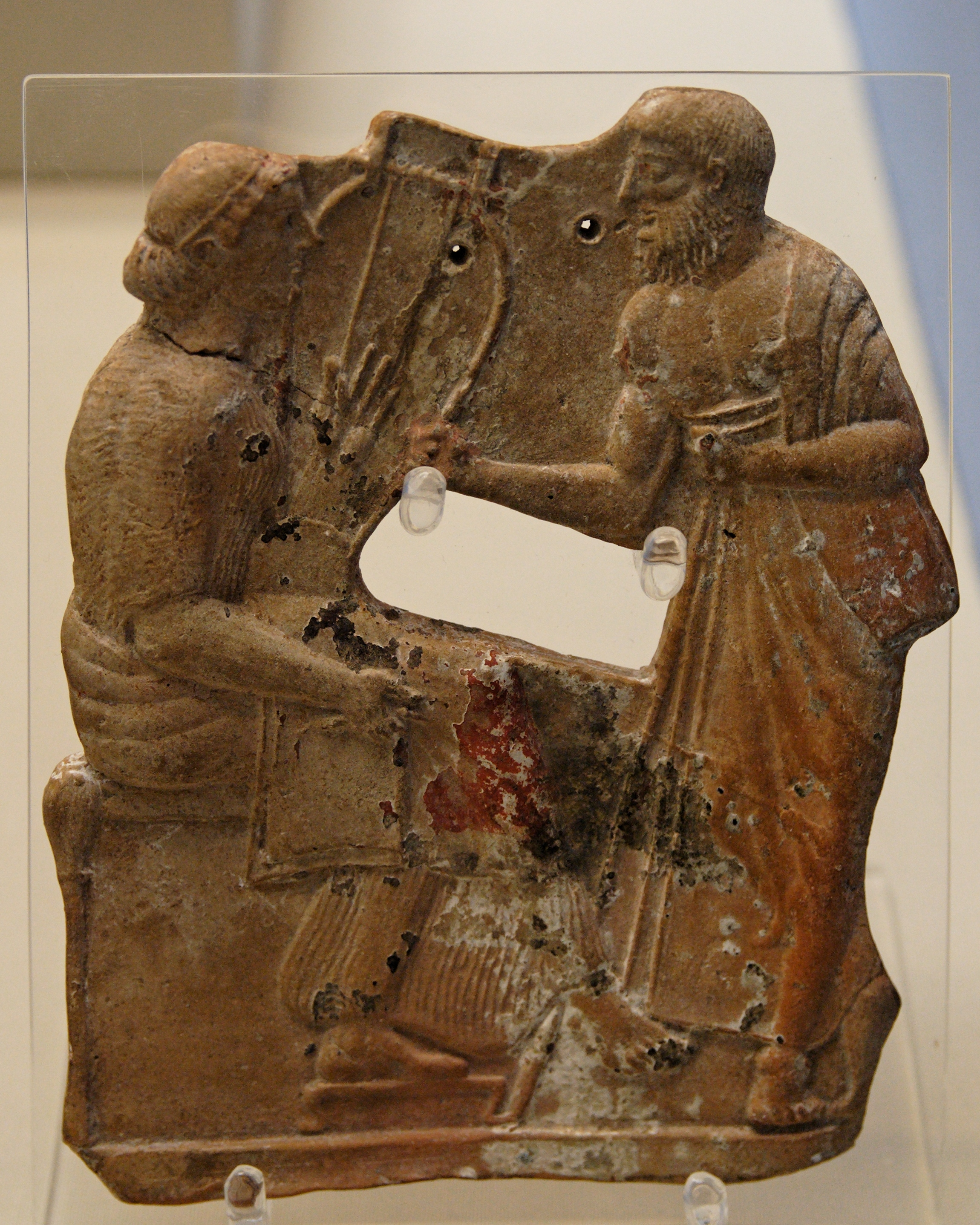
Szapphó és Alkaiosz

Szapphó és Alkaiosz

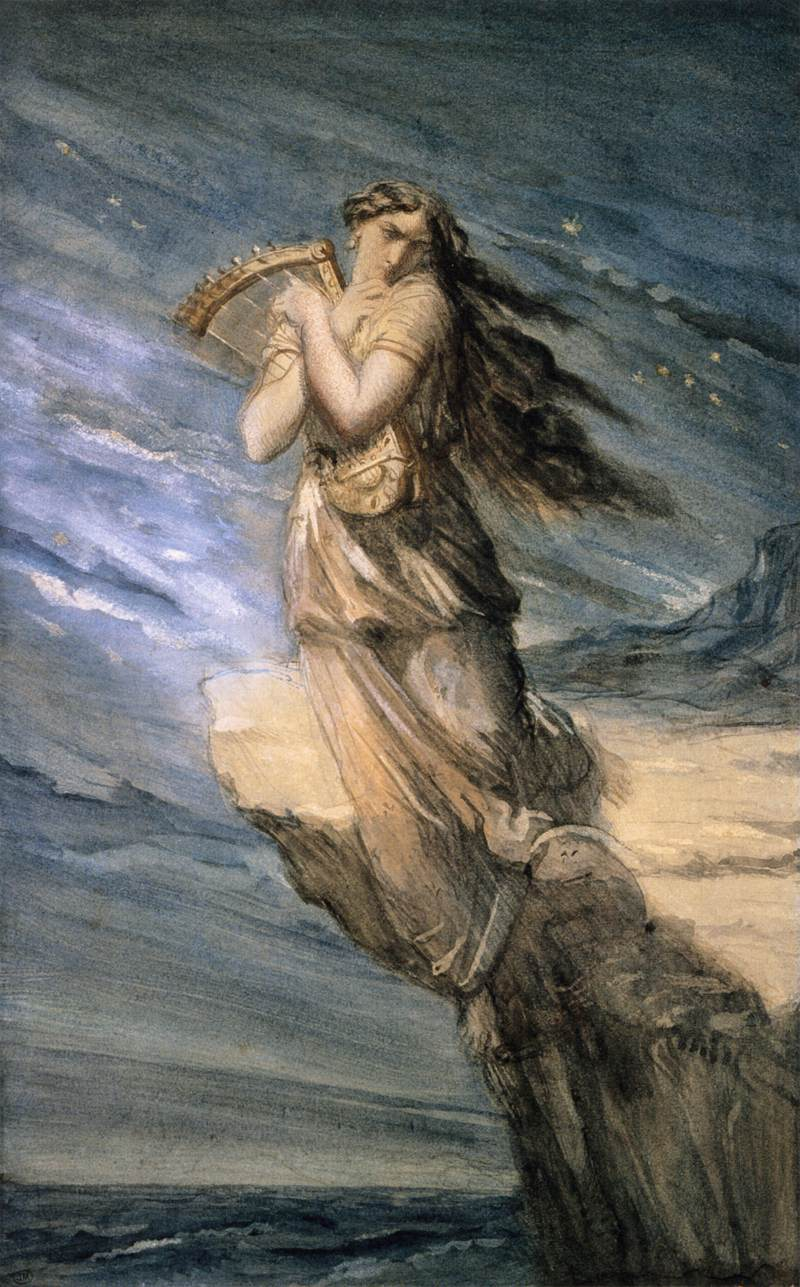
Théodore Chassériau: Szapphó leugrik Leukadia egyik sziklájáról, mert elhagyta és megcsalta a szerelme, egy férfi, a mitilini Phaon

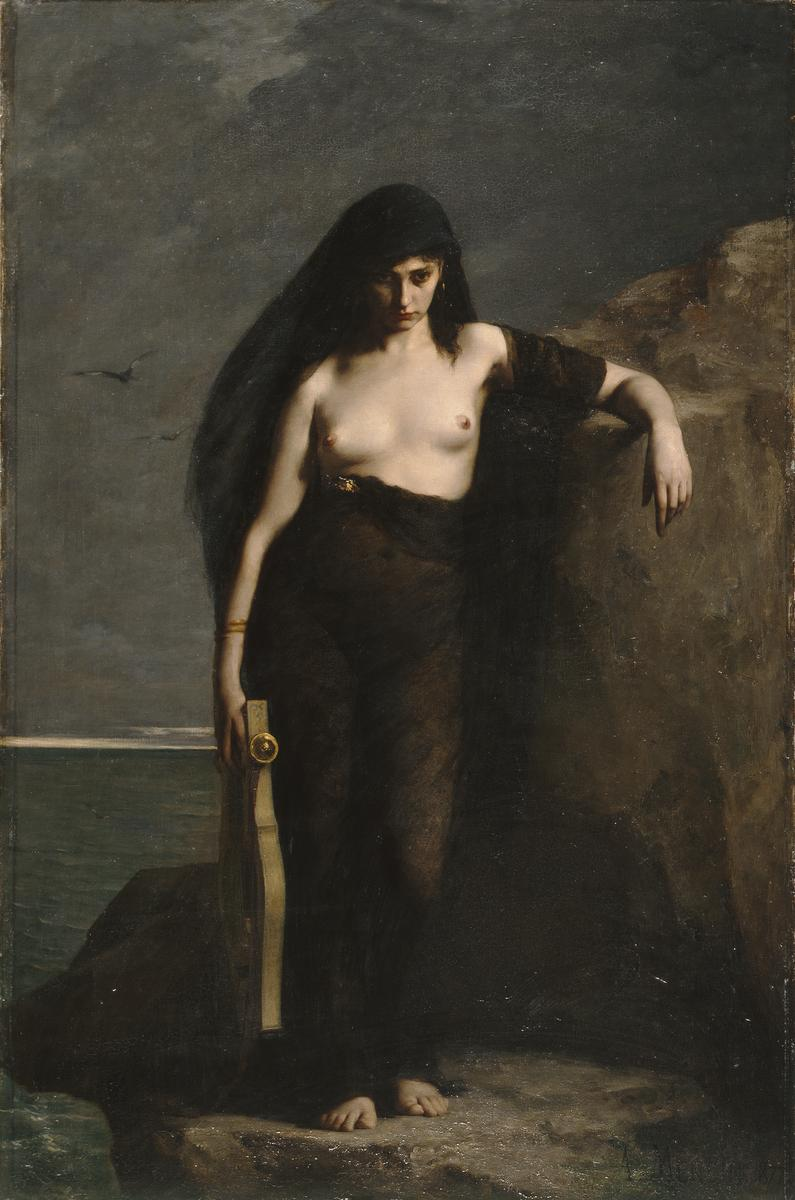
Charles Mengin: Szapphó (1877)

Szapphó (ógörögül: Σαπφώ, kiejtése szapfó, latinul: Sappho), (Kr. e. 630/620 k. – Kr. e. 570 k.) ókori görög költőnő, aki Leszbosz szigetén írt és alkotott. Csekély számú fennmaradt műve ellenére sokan az ókor legnagyobb szerelmi lírikusaként értékelik, egyben a világirodalom egyik legnagyobb költőjeként is tisztelik; saját korában – Platón nyomán – a tizedik múzsaként említették.
Eredeti neve Pszapphó volt, egy halála után szülővárosában vert pénzen is ezzel az írásmóddal szerepel. Szapphó kortársa volt a Leszbosz szigetén Mütiléné városában született Alkaiosz költő, aki Szapphó mellett a görög líra másik legismertebb egyénisége volt. Költeményeit később kilenc könyvben adták ki.
A szenvedély költőnőjeként ismert, lírai verselése sodró lendületű, sokat írt a vágy lélekrengető erejéről. Nőkhöz írt szenvedélyes verseivel utólag emblematikus személlyé vált, így a nők közötti szerelmet a modern korban Leszbosz szigetéről nevezték el, innen ered a 'leszbikus' kifejezés.

## Élete
Arisztokrata családból származott, apja Szkamandronümosz, anyja Kleisz volt. Fiatal leányok társaságát alapította meg Mütilénében Aphrodité és a múzsák tiszteletére, ez volt a thiaszosz. A hagyományok szerint a tagokhoz rendkívül gyengéd szálak fűzték. Szapphó és a thiaszosz zenével, költészettel és tánccal foglalkozott. Barátnői közül Attisz, Teleszippa és Megara a leghevesebb szerelmi versek címzettjei.
A thiaszosz társaságán kívül saját családja is volt: férjét egyes életrajzírók 'Kerkülasz' néven említik (de ez valószínűleg gúnynév volt), akitől egy leánya született, Kleisz.
A hagyomány szerint egy Phaón nevű ifjú révész iránt érzett szerelme miatt levetette magát Lefkáda-sziget egyik hegyéről. Az ifjú 20 évvel volt nála fiatalabb, és nem viszonozta érzéseit.

## Szapphó költészete
Egy versének (Himnusz Aphroditéhez) kivételével műveiből kizárólag csak töredékek maradtak fenn az utókorra. Fő témája a szerelem és a vágyakozás szerelmének tárgya iránt. Platón epigrammája nyomán a görögök a „tizedik Múzsát” tisztelték alakjában:
Némelyek azt mondják, hogy a Múzsa kilenc. Be kicsiny szám!

Leszboszi Szapphó ím, tízre egészíti ki.
Jellemző verselési forma a költőnőről elnevezett szapphói strófa, mely a középkorban, majd a humanizmus elterjedésével széles körben alkalmazott versforma lett:
Tarka trónodról, kegyes Aphrodité,

Zeusz leánya, már könyörülj te rajtam!,

Fájó kínra mért csalod, ó hatalmas,

tőrbe a lelkem?
3 szapphói sorból és egy adoniszi sorból álló versszak.
Magát a homoszexualitást az ókori görögök természetesnek találták, s mivel a férfiak között eléggé elterjedt szexuális magatartásforma volt, a sok vonatkozásban kielégületlen nők és asszonyok szerelmi viszonya sem volt erkölcstelen. Szapphó sok szerelmi dalt intézett az általa szeretett férfiakhoz, de nem ez volt költészetének jellemző vonása. A szenvedély, melynek félelmetes fénye megcsillan verseiben, az a szerelem lehetett, mely egy asszonyt egy másik asszony karjaiba vet:
Szélvihar a hegyormokat tépi.

A tölgyesben vad-dühösen vájkál,

Jobban vájkál Eros a szívemben...

Újra gyötör Eros gyötrelemmel,

Testem bágyad. Ellenállhatatlan

Kínzó édes vad szörnyeteg, Eros.
A költőnő nevéhez fűződik a női homoszexualitás jelentése, miközben arra a tényre hogy ő maga homoszexuális lett volna, elfogadható és helytálló bizonyítékok nem léteznek.
Jöjj hamar hozzám, amilyen hamar tudsz,

rózsabimbóm Gongüla, tejfehér szép

köntösödben: lásd, a szívem szerelme

száll körülötted,

szép leány: mert már ha ruhádra nézek,

akkor is reszket, gyönyörömre, szívem.

Egykoron szórtam magam is szidalmat

Aphroditéra,

most pedig kérem, szavamért kegyét ne

vonja meg tőlem, de kiért leginkább

vágyom én, azt hozza el újra, hozzon

téged ölembe.

## Magyarul
- Szapphó fennmaradt versei és töredékei görögül és magyarul; sajtó alá rend., utószó, jegyz. Németh György, ford. Babits Mihály et al.; Helikon, Budapest, 1990

## Szakirodalom
- Apollón lantja. A görög-római irodalom kistükre. Móra Ferenc Könyvkiadó, Budapest 1982.